# Something Happened to Me Yesterday
«Something Happened to Me Yesterday» —en español: «Algo me ha pasado ayer»— es una canción de la banda británica de rock The Rolling Stones, incluida en el álbum Between the Buttons, editado en 1967. La pista cierra el disco, tanto en la versión británica como en la estadounidense.
Escrita por Mick Jagger y Keith Richards, «Something Happened to Me Yesterday» fue grabada en agosto de 1966. Es la primera canción lanzada oficialmente por los Stones que presenta a Richards en la voz principal. Jagger canta los versos; Richards canta el coro y toca las guitarras eléctrica y acústica; Charlie Watts está en la batería y Bill Wyman en el bajo, Brian Jones toca el trombón y la trompeta, y Ian Stewart toca el piano.
Al momento del lanzamiento de la canción, Jagger dijo: "Dejo a la imaginación individual lo que pasó". El crítico de Allmusic Matthew Greenwald la llama "una de las canciones más precisas sobre el LSD".
La canción termina con un pasaje hablado. Jagger ha dicho (con toda claridad) que este pasaje es "algo que recuerdo haber oído en la BBC cuando las bombas caían", (en sus dos años de vida). Sin embargo, este tipo de homilía fue presentado típicamente al final de un episodio de la policía temprana Dixon de Dock Green por PC Dixon, un bobby de la vieja escuela.

## Personal
Acreditados:
- Mick Jagger: voz
- Keith Richards: guitarra acústica, guitarra eléctrica, coros.
- Brian Jones: trombón, trompeta.
- Bill Wyman: bajo
- Charlie Watts: batería
- Ian Stewart: piano